# Murat Yıldırım (calciatore)
Murat Yıldırım (Çorum, 18 maggio 1987) è un calciatore turco con cittadinanza olandese, centrocampista del Rood-Wit Zaanstad.